# Ruski jezik
Ruski jezik (русский язык) jest slavenski jezik s najvećim brojem govornika. Zajedno s ukrajinskim, bjeloruskim i rusinskim čini skupinu istočnoslavenskih jezika. Standardni ruski jezik temelji se na moskovskom narječju.
Ruskim kao materinskim jezikom govori oko 180 milijuna ljudi, od kojih oko 130 milijuna živi u Ruskoj Federaciji. Službeni je jezik u Rusiji, Bjelorusiji (uz bjeloruski), Kazahstanu (uz kazaški), Kirgistanu (uz kirgiski). U ovim i ostalim zemljama bivšega Sovjetskoga Saveza ruski je materinski jezik dijela stanovništva i u većoj ili manjoj mjeri jezik javnog života. Široko se rabi i u kulturi, znanosti i tehnici. Uzimajući u obzir i broj govornika ruskog kao drugog jezika, njime se služi oko 300 milijuna ljudi.

## Pismo
Ruski se zapisuje ćirilicom, izvedenom u 10. stoljeću iz grčkog pisma uz dodatak nekih slova glagoljice, za zapisivanje crkvenih tekstova na slavenskim jezicima. Oblici mnogih slova promijenjeni su i približeni latinici reformama koje je započeo Petar I. Veliki godine 1708. Ovo su novo tzv. "građansko pismo" preuzeli i svi ostali narodi koji pišu ćirilicom - Srbi, Bugari, Ukrajinci, Bjelorusi, i Makedonci. 
Sljedeća tablica prikazuje 33 slova ruske ćirilice i njihove približne hrvatske ekvivalente:
| Аа a | Бб b | Вв v | Гг g | Дд d  | Ее je  | Ёё jo | Жж ž   | Зз z | Ии (j)i | Йй j  |
| Кк k | Лл l | Мм m | Нн n | Оо o  | Пп p   | Рр r  | Сс s   | Тт t | Уу u    | Фф f  |
| Хх h | Цц c | Чч č | Шш š | Щщ šč | Ъъ (1) | Ыы i  | Ьь (2) | Ээ e | Юю ju   | Яя ja |

1) Tvrdi znak, ne izgovara se, koristi se za označavanje prethodnog suglasnika kao tvrdog.
2) Meki znak, ne izgovara se, koristi se za označavanje prethodnog suglasnika kao mekog.

## Glasovi
Ruski ima 33 suglasnika i 5 samoglasnika. Većina suglasnika postoji u tvrdoj (nepalataliziranoj) i mekoj (palataliziranoj) varijanti (u hrvatskom postoje samo parovi n i nj, te l i lj). Budući da pismo ima samo 21 slovo za suglasnike, meki i tvrdi parnjak dijele isto slovo, a status palataliziranosti određuje se prema sljedećem samoglasniku (odnosno tvrdom ili mekom znaku). Zbog toga svaki samoglasnik ima 2 varijante: palatalizirajuću i nepalatalizirajuću:
| palatalizirajući   | Я | Е | Ё | Ю | И |
| nepalatalizirajući | А | Э | О | У | Ы |

Kod transliteracije, palataliziranost suglasnika može se označiti apostrofom. Palatalizirani se suglasnik izgovara tako da se gotovo istovremeno s njim izgovori i glas j (slično kao što se u hrvatskom nj izgovara kao stopljeno n i j). Tako se na primjer riječi быть (bit', biti) i бить (b'it', udarati) razlikuju samo po prvom suglasniku: u prvoj je tvrd (nepalataliziran), a u drugoj mekan (palataliziran).
Ruski jezik je označen književnom redukcijom.  U nenaglašenim slogovima, samoglasnici prestaju odgovarati etimologiji.  Ova se promjena, na sreću, vrši po živim fonetskim pravilima, i (za razliku od prakse u bjeloruskom), ne označa se u pismu.

## Zanimljivosti
- Ruski jezik je osnovica jednog umjetnog (slavenskog) jezika, "sibirskog jezika".
- Mnogi rusizmi su ušli u hrvatski jezik preko srpskog jezika.

## Prijeslov s ruskog
U hrvatskoj je jezičnoj praksi prjeslovljavanje ćirilićnih tekstova.
| Аа Aa | Бб Bb | Вв Vv | Гг Gg | Дд Dd   | Ее Jeje | Ёё Jojo | Жж Žž  | Зз Zz | Ии Ii    | Йй Jj    |
| Кк Kk | Лл Ll | Мм Mm | Нн Nn | Оо Oo   | Пп Pp   | Рр Rr   | Сс Ss  | Тт Tt | Уу Uu    | Фф Ff    |
| Хх Hh | Цц Cc | Чч Čč | Шш Šš | Щщ Ščšč | Ъъ (2)  | Ыы Yy   | Ьь (3) | Ээ Ee | Юю Ju ju | Яя Ja ja |

1) Kao  „e” iza suglasnika, kao je na početku riječi, iza samoglasnika i iza Ь i Ъ
2) Tvrdi znak, ne izgovara se, koristi se za označavanje prethodnog suglasnika kao tvrdog.
3) Meki znak, ne izgovara se, koristi se za označavanje prethodnog suglasnika kao mekog.
- rus. Ы > y
- rus. Щ > šć
- rus. Э > ė

- rus. Я > ja
- rus. e > e iza suglasnika, je na početku riječi, iza samoglasnika i iza Ь i Ъ
- rus. Ё > jo
- rus. Ю > ju

## Vanjske poveznice
- Russian. Ethnologue: Languages of the World, 16th edition. SIL International (2009).
- ru.wikipedia.org - Wikipedija na ruskom jeziku